# St. Johann Baptist (Hücheln)

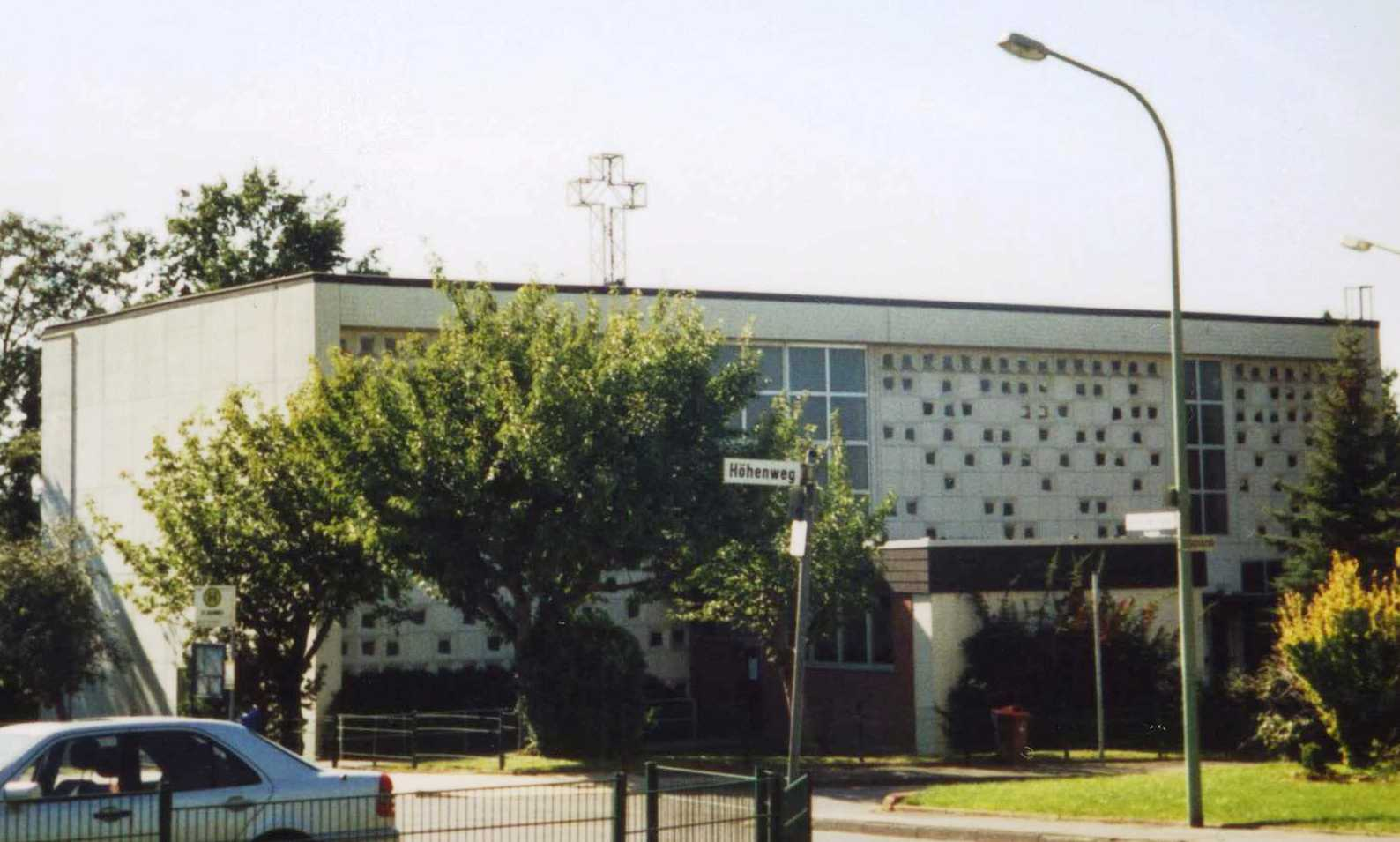
St. Johann Baptist

St. Johann Baptist ist eine römisch-katholische Filialkirche im Eschweiler Stadtteil Hücheln in der Städteregion Aachen in Nordrhein-Westfalen.
Das Bauwerk ist dem hl. Johannes dem Täufer geweiht und gehört zur Pfarre St. Severin, Weisweiler.

## Lage
Das Kirchengebäude befindet sich mitten in Hücheln an der Ecke Baptistastraße / Wilhelmshöhe. Direkt hinter der Kirche befindet sich die Astrid-Lindgren-Schule. 

## Geschichte
Hücheln verfügte nie über ein eigenes Gotteshaus. Der Ort gehörte stets zur Pfarre Weisweiler und die Gläubigen gingen zum Gottesdienstbesuch in die dortige Pfarrkirche. Nach 1945 wurde die direkt neben Hücheln gelegenen Wilhelmshöhe besiedelt, was einen deutlichen Bevölkerungszuwachs mit sich brachte. Schon 1946 gründeten Bewohner einen Kapellenbauverein. 12 Jahre später, 1958, wurde der Weisweiler Kaplan Karl Schein mit der Seelsorge von Hücheln und Wilhelmshöhe betraut, eine richtige Kirche gab es jedoch noch nicht, die Messen wurden in der Turnhalle der Schule gelesen. 
Ab 1960 wurde schließlich mit dem Kirchbau begonnen, am 17. August 1962 wurde Hücheln zur Vikarie innerhalb der Pfarre Weisweiler erhoben und 1964 erfolgte die Erhebung zur Pfarrvikarie. Am 1. März 1971 wurde Hücheln schließlich vollständig von Weisweiler losgelöst und eigenständige Pfarrei. Diese Eigenständigkeit verlor Hücheln zum 1. Januar 2010 bereits wieder, die Pfarre wurde aufgelöst und Hücheln kam wieder zurück an die Mutterpfarre Weisweiler und ist nun eine Filialgemeinde.

## Baugeschichte
Nach dem Krieg diente zunächst eine Wellblechbaracke als Gottesdienstort, seit der Fertigstellung der neuen Schule wurden die Gottesdienste in der dortigen Turnhalle gefeiert. 1958 erteilte die Pfarre Weisweiler den Auftrag zu den Bauplanungen an den Aachener Architekten Elmar Lang. 1960 konnte schließlich der Grundstein gelegt werden und bis 1962 war die Kirche fertiggestellt. Die feierliche Kirchweihe fand am 2. September 1962 statt. Zwischen 1988 und 1990 wurde die Kirche renoviert, dabei wurden Holzverkleidungen im Innenraum vorgenommen. 

## Baubeschreibung
St. Johann Baptist ist ein einfacher rechteckiger Bau aus Sichtbeton in Formen der Moderne. In die Südwestwand ist eine halbkreisförmige Apsis eingelassen. Hier befindet sich der Altarraum. Die gegenüberliegende Wand beinhaltet die Eingangssituation und wird durch Lichtöffnungen strukturiert. Der Innenraum wird von einer Flachdecke überspannt.

## Ausstattung
Die Ausstattung im Innenraum ist modern. Der Altar besteht aus Marmor und wurde von Architekt Elmar Lang entworfen und 1962 aufgestellt. Lang entwarf auch den Ambo aus Eisen. Tabernakel und Altarkreuz sind Werke des Stolberger Künstlers Albert Sous aus Bronze, Emaille und Edelsteinen. Der Taufstein und ein Verkündigungspult bestehen aus Rotsandstein und wurden 1985 angefertigt.